# Eulerschijf

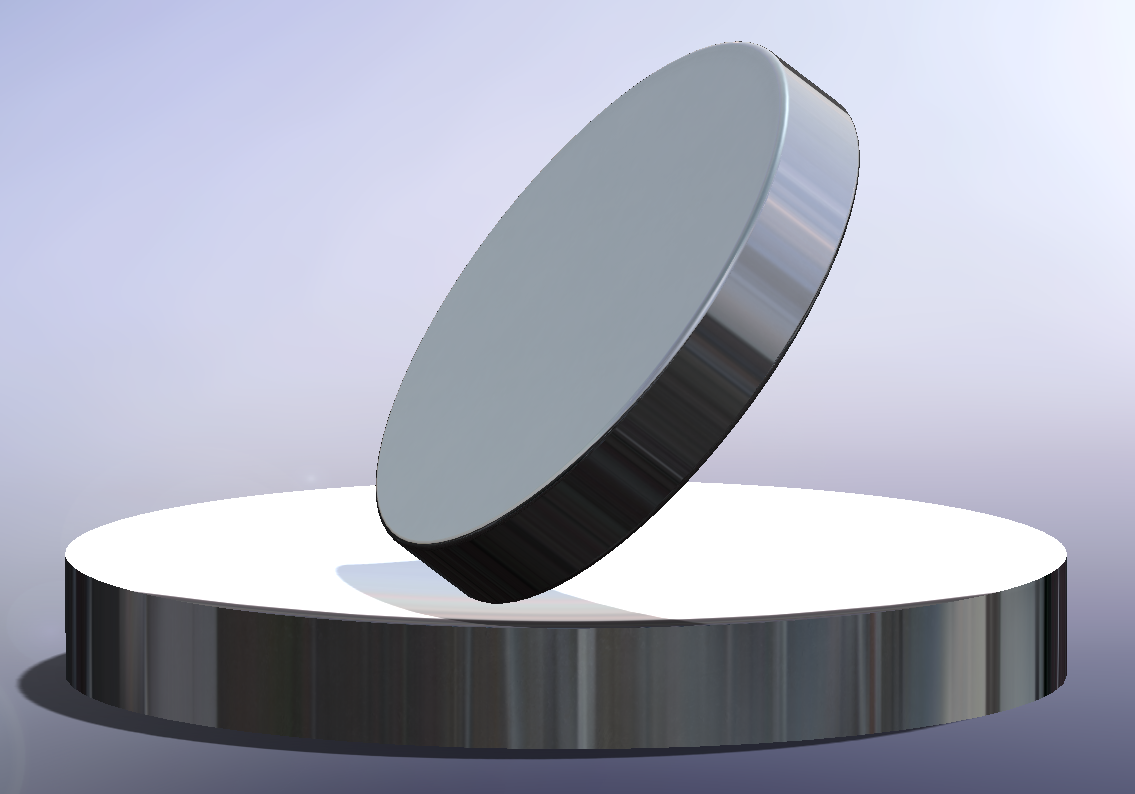
Eulerschijf

Een eulerschijf is een draaiende cirkelvormige schijf die vibrerend tot stilstand komt. Een praktisch voorbeeld is een draaiend muntstuk dat met het typisch geluid tot rust komt. De natuurkundige Moffatt gaf een berekening van het verloop van dit proces onder invloed van de dynamische viscositeit van de lucht, maar het mechanisme werd bestreden door de Nederlandse biofysicus Ger van den Engh, die op het belang van rolweerstand wees.
De eulerschijf is genoemd naar de natuurkundige Leonhard Euler. Er bestaat een speelgoedversie met magneten.